# Gräsbergstjärnen (Ore socken, Dalarna)
Gräsbergstjärnen är en sjö i Rättviks kommun i Dalarna och ingår i Ljusnans huvudavrinningsområde.